# Wieszanie (rycina Callota)

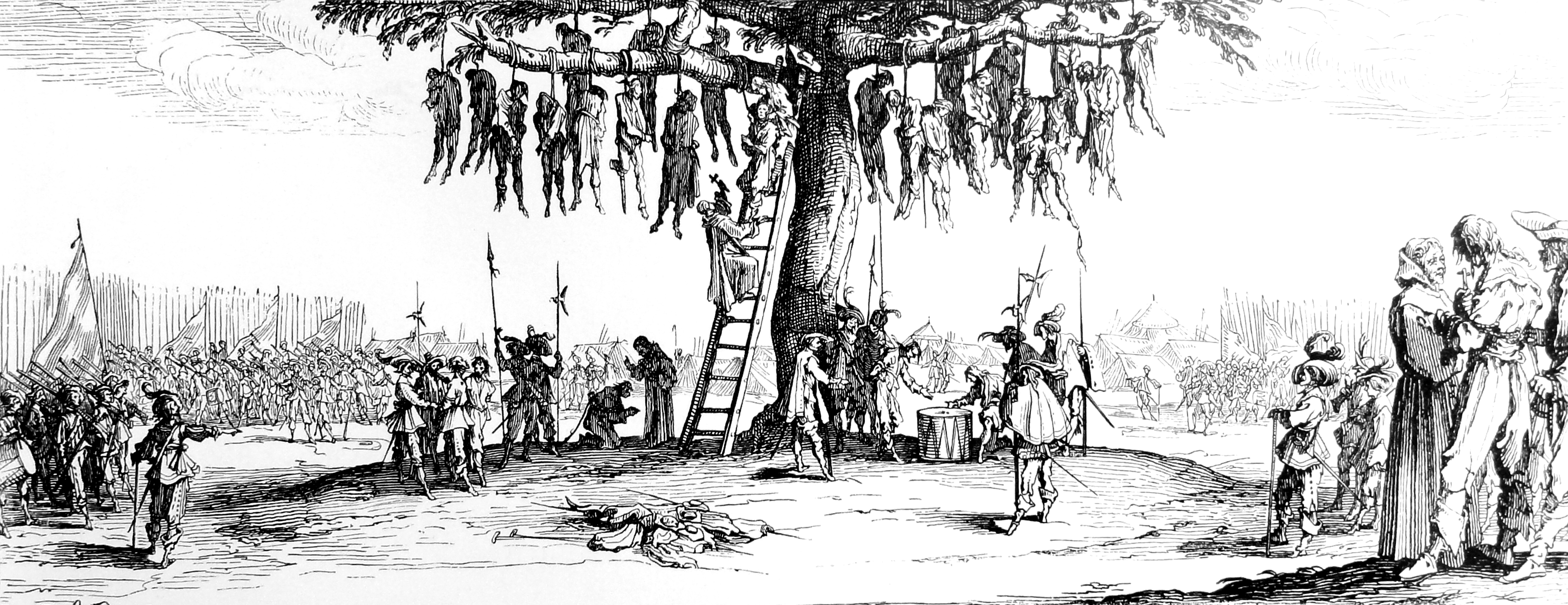
Grafika nr 11 pt. Wieszanie

Wieszanie (franc. La pendaison) – akwaforta nr 11 z cyklu rycin pt. Okropności wojny (1633) francuskiego rytownika Jacques'a Callota.
Ryciny są inspirowane wydarzeniami wojny trzydziestoletniej (1618–1648), która w roku publikacji rycin toczyła się już od piętnastu lat. Pierwotnym celem Callota było opisanie "ciężkiego życia biednego żołnierza", prace jednak przekształciły się w sprzeciw wobec wojennego spustoszenia i zniszczenia jego rodzinnego kraju – Lotaryngii. 
Do lat trzydziestych XVII wieku Lotaryngia należała – jako niezależne księstwo – do monarchii Habsburgów. W roku 1633 wkroczyły tam wojska francuskie. Ludwik XIII chciał zaanektować region, w związku z czym wprowadził w armii surową dyscyplinę, nakazując bezwzględnie karać maruderów, tysiące których (w myśl zasady Wallensteina: „wojna żywi wojnę”) opuszczały szeregi, by rabować wioski, miasta, klasztory, posiadłości możnych. 
Rycina nr 11 przedstawia masową egzekucję maruderów. Scena rozgrywa się w obecności regularnej armii, której oddziały i namioty widoczne są w tle. Mężczyźni zostali powieszeni na rozłożystym drzewie, kształtem przypominającym krzyż. Po drabinie opartej o pień drzewa wspina się mnich, kierując krucyfiks w stronę skazańca, któremu kat zaciska sznur na szyi. U podnóża drabiny inny skazaniec klęczy przed mnichem, prawdopodobnie otrzymując rozgrzeszenie. Stojący wokół bębna żołnierze przypatrują się grze w kości. Grającymi – sądząc po braku nakryć głowy i broni – są prawdopodobnie również skazańcy, choć nie jest do końca jasne o co toczy się gra (o życie, kolejność śmierci?). Na pierwszym planie po prawej mnich z krucyfiksem w dłoni pociesza związanego skazańca prowadzonego na śmierć. Pośrodku widać także stos rzuconych na ziemię mundurów.